# 55-я танковая бригада (2-го формирования)
55-я танковая бригада  — танковая бригада Красной армии в годы Великой Отечественной войны.
Сокращённое наименование — 55 тбр.

## Формирование и организация
Бригада была сформирована на базе 107-го танкового полка 54-й танковой дивизии 18 октября 1941 года в Сталинградском АБТ центре.

#### Керченско-Феодосийская десантная операция
В декабре-начале января 1942 года была переброшена на Керченский полуостров.

#### Боевые действия на Керченском полуострове
С 28 января 1941 года бригада подчинена 51-й армии. С 6 марта 1942 года переподчинена 47-й армии.
13 марта 1942 года советские войска Крымского фронта фронта вновь предприняли попытку наступления. В полосе 51-й армии 398-я и 236-я стрелковые дивизии при поддержке 39-й и 56-й танковых бригад перешли в наступление на Киет, Хан-Оба, но после небольших успехов, откатились назад. Наступление также шло и на южном фланге, и так же безрезультатно. Наступательные бои продолжались (по свидетельству Э. фон Манштейна) в день приходилось отбивать от 10 до 22 атак), но некоторый результат обозначился лишь на вспомогательном направлении удара 16 марта 1942 года, когда 138-я стрелковая дивизия, 77-я горнострелковая дивизия при поддержке 40-й танковой бригады сумели взять Корпечь. В ночь на 18 марта 1942 года для развития успеха в Корпечь и в район южнее были направлены 398-я и 390-я стрелковый дивизии и 55-я танковая бригада. 19 марта 1942 года вновь введённые войска приступили к развитию наступления, и сумели немного потеснить противника, но затем были вынуждены вернуться на исходные позиции. В это время немецкое командование нанесло контрудар силами 22-й танковой дивизии в левый фланг 51-й армии в общем направлении Владиславовка — Корпечь. 22-я танковая дивизия насчитывала на тот момент 77 PzKpfw.38(t), 45 PzKpfw II и 20 PzKpfw IV. Сначала удар пришёлся по позициям 390-й стрелковой дивизии, но в ожесточённом бою советские войска сумели отбить атаку. Следующая атака последовала на позиции 398-й стрелковой дивизии, и в результате немецкие войска сумели ворваться в Корпечь, где разгорелись тяжёлые бои. В 15:30 20 марта 1942 года была предпринята мощная атака основными силами 22-й танковой и 170-й пехотной дивизий в стык 390-й стрелковой дивизии и 83-й морской стрелковой бригады. К концу дня советское командование ввело в бой 143-ю стрелковую бригаду, усиленную 40-й и 55-й танковыми бригадами, 456-м пушечным артиллерийским полком и двумя дивизионами реактивных миномётов на базе Т-60. Удар был мощным и немецкие войска, понеся серьёзные потери, откатились назад. Советские источники заявляют, что 22-я танковая дивизия была разгромлена, заявляя о 35 уничтоженных танках противника (по немецким данным 33). При этом потери советских войск были ещё более впечатляющими: с 13 по 20 марта 1942 года 56-я танковая бригада потеряла 88 танков, 55-я — 8, 39-я — 23, 40-я — 18, 24-й отдельный танковый полк — 17, 229-й отдельный танковый батальон — 3, всего 157 танков (Манштейн оценивал потери советских войск в 136 танков). Командующий 11-й армией также признаёт, что контрудар 22-й танковой дивизии оказался неудачным; вместе с тем, по утверждению Манштейна, несмотря на неудачу контрудара, было сорвано наступление советских войск. Историк Исаев А. В. опровергает факт подготовки такого контрудара советской стороной, а также указывает, что при отражении удара немецкой 22-й таковой дивизии потери советской стороны были намного меньше — всего 14 танков.
Вновь войска фронта перешли в наступление уже 24 марта 1942 года. Лишь 26 марта 1942 года советские войска достигли небольшого успеха, наступая на Кой-Асан: части 390-й стрелковой дивизии и 143-й стрелковой бригады с 40-й танковой бригадой, сумели ворваться в укреплённый узел Кой-Асан, где бои велись до 29 марта 1942 года, но в конечном итоге, советские войска отошли на прежние рубежи. 31 марта 1942 года войска фронта перешли к обороне, но как оказалось — ненадолго. 3 апреля 1942 года советские войска, уже силами двух армий (44-й и 51-й) предприняли попытку наступления на Кой-Асановский узел обороны, но без всякого успеха.
Последняя попытка наступления была предпринята 9 апреля 1942 года. 44-я армия всеми силами, а 51-я армия частью сил ранним утром перешли в наступление, вновь в направлении на Кой-Асан. Но попытка сорвалась из-за тумана, когда части потеряли ориентировку, а в танковых частях только на минных полях было потеряно 9 танков из немногочисленных оставшихся. При этом артиллерия израсходовала свой боезапас. Тем не менее, командование требовало продолжения наступления, при этом части начали наступать в разное время, танки без поддержки пехоты, а пехота соответственно, без танков и поддержки артиллерии. Бесплодные атаки продолжались до 11 апреля 1942 года, когда вмешательство Ставки их прекратило. 12 апреля 1942 года операция закончилась.
С 13 по 19 марта 1942 года 55-я танковая бригада потеряла 8 танков. С 18 марта 1942 года она была переподчинена 51-й армии.

#### Операция "Охота на дроф"
В боях на Крымском фронте, потеряла практически всю технику и личный состав, однако в связи с сохранением знамени и управления бригады не расформировывалась.
Директивой Зам. НКО УФ2/200 от 24.05.1942 г. на укомплектование бригады был обращен 229-й отдельный танковый батальон. Бригада в составе формировавшегося 28-го тк. Директивой НКО № 726019сс от 23.06.1942 г. бригада создавалась практически заново. 1-й тб — 30 Т-34, 2-й тб — Т-70. В начале июля 1942 года батальоны бригады переформированы по штатам отб и отправлены в 62-ю А.
С 14 августа 1942 г. бригада подчинена 62-й армии Сталинградского фронта. В конце августа 1942 года была выведена в резерв Сталинградского фронта, а с 1 сентября 1942 года выведена в резерв Ставки ВГК на доукомплектование. Директивой НКО № 1104914 от 12.10.1942 г. переформирована в 55-й отдельный танковый полк.

## Боевой и численный состав
Бригада формировалась по штатам № 010/75-010/83 от 23.08.1941 г.:
- Управление бригады [штат № 010/75]
- Рота управления [штат № 010/76]
- Разведывательная рота [штат № 010/77]
- 107-й танковый полк [штат № 010/78]
- 1-й танковый батальон 2-й танковый батальон
- 3-й танковый батальон
- Моторизованный стрелковый батальон [штат № 010/79]
- Зенитный дивизион [штат № 010/80]
- Автотранспортная рота [штат № 010/81]
- Ремонтно-восстановительная рота [штат № 010/82]
- Медико-санитарный взвод [штат № 010/83]

Директивой НКО № 726019сс от 23.06.1942 г. переведена на штаты № 010/345-010/352 от 15.02.1942 г.:
- Управление бригады [штат № 010/345]
- 1-й отд. танковый батальон [штат № 010/346]
- 2-й отд. танковый батальон [штат № 010/346]
- 3-й отд. танковый батальон [штат № 010/346]
- Мотострелково-пулеметный батальон [штат № 010/347]
- Противотанковая батарея [штат № 010/348]
- Зенитная батарея [штат № 010/349]
- Рота управления [штат № 010/350]
- Рота технического обеспечения [штат № 010/351]
- Медико-санитарный взвод [штат № 010/352]

## Подчинение
Периоды вхождения в состав Действующей армии:
- с 28.01.1942 по 01.06.1942 года.
- с 10.08.1942 по 19.09.1942 года.

| Дата            | Фронт (округ)                | Армия              | Корпус               | Дивизия | Бригада | Примечания |
| --------------- | ---------------------------- | ------------------ | -------------------- | ------- | ------- | ---------- |
| 01.11.1941 года | Закавказский фронт           | 45-я армия         |                      |         |         |            |
| 01.12.1941 года | Закавказский фронт           | 45-я армия         |                      |         |         |            |
| 01.01.1942 года | Кавказский фронт             | 45-я армия         |                      |         |         |            |
| 01.02.1942 года | Крымский фронт               | 51-я армия         |                      |         |         |            |
| 01.03.1942 года | Крымский фронт               | 51-я армия         |                      |         |         |            |
| 01.04.1942 года | Крымский фронт               | 51-я армия         |                      |         |         |            |
| 01.05.1942 года | Крымский фронт               |                    |                      |         |         |            |
| 01.06.1942 года | РВГК                         |                    |                      |         |         |            |
| 01.07.1942 года | Сталинградский военный округ |                    |                      |         |         |            |
| 01.08.1942 года | Сталинградский фронт         | 1-я танковая армия | 28-й танковый корпус |         |         |            |
| 01.09.1942 года | Сталинградский фронт         |                    | 28-й танковый корпус |         |         |            |
| 01.10.1942 года | Приволжский военный округ    |                    |                      |         |         |            |

## Командиры
Командиры бригады
- Синенко, Максим Денисович, полковник, 00.10.1941 — 0, полковник, и.д. 22.05.1942 — 25.07.1942 года.[2]
- Лебеденко Пётр Павлович, полковник, 25.07.1942 — 12.10.1942 года.

Начальники штаба бригады
- Фридман, майор, на февраль 1942 года.
- Рафиков Якуб Билялович Архивная копия от 6 августа 2021 на Wayback Machine, майор, 11.10.1942 — 00.12.1942[3]
- Грудзинский Витольд Викентьевич, подполковник[4]

Заместитель командира бригады по строевой части
- Асланов Ази Агадович, подполковник, 11.01.1942 — 00.10.1942 года.

Начальник политотдела, заместитель командира по политической части
- Тюлин Михаил Васильевич, батальонный комиссар, 15.01.1942 — 12.10.1942 года.